# سریش (سبزوار)
سریش، روستایی است از توابع بخش روداب و در شهرستان سبزوار استان خراسان رضوی ایران.
این روستا در دهستان خواشد قرار داشته و بر اساس سرشماری سال ۱۳۸۵ جمعیت آن ۲۰۷ نفر (۷۷ خانوار)
بوده‌است.
روستای سریش یکی از زیباترین ابادی‌های منطقه است 
کشاورزی باغداری و دامداری از فعالیت‌های مردم این روستاست.
از محصولات کشاورزی ان می‌توان به گردو بادام زردالو زعفران هنوانه خربزه چغندر گندم و جو می‌باشد.